# Grande Prêmio dos Estados Unidos de 1980
Resultados do Grande Prêmio dos Estados Unidos de Fórmula 1 realizado em Watkins Glen em 5 de outubro de 1980. Décima quarta e última etapa da temporada, foi vencido pelo australiano Alan Jones, que subiu ao pódio junto a Carlos Reutemann numa dobradinha da Williams-Ford, com Didier Pironi em terceiro pela Ligier-Ford.

## Resumo

### Os perigos de Watkins Glen
"Apesar de algumas providências tomadas pelos organizadores, a verdade é que o piso ainda está muito ruim e a pista acaba ficando bastante perigosa", declarou o brasileiro Nelson Piquet ao avaliar a qualidade da pista em Watkins Glen, não obstante intervenções pontuais visando atenuar as más condições do asfalto. Corroborando as palavras do vice-campeão mundial de 1980, alguns pilotos bateram contra a mureta de proteção ao redor da pista: seis corredores sofreram acidentes sem gravidade, entretanto Alain Prost teve menos sorte, pois saiu inconsciente de sua  McLaren devido a um acidente na curva vinte e nove localizada depois da reta dos boxes, resultando numa pancada na cabeça e uma contusão na perna. Levado para o hospital, Prost tornou-se mais um a desfalcar o grid neste fim de temporada, afinal Jean-Pierre Jabouille quebrou as pernas no Grande Prêmio do Canadá, motivo pelo qual a Renault compareceu aos Estados Unidos apenas com René Arnoux.
O acidente de Alain Prost ocorreu na manhã de sábado interrompendo o treino por quase uma hora e com o reinício das atividades Keke Rosberg bateu no mesmo local. À tarde Didier Pironi e Eddie Cheever foram de encontro ao guard-rail antes de um novo hiato temporal. Reiniciado o treino, Gilles Villeneuve acerta uma barreira de pneus e seu carro desliza alguns metros antes de parar, sendo que Jacques Laffite e Rupert Keegan também bateram na mureta. Embora sem resultar em nenhuma vítima fatal em 1980, cabe lembrar que Watkins Glen foi palco de duas mortes butais: François Cevert em 1973 e Helmuth Koinigg no ano seguinte.

### Canadá, um assunto superado
Dias antes da etapa final o australiano Alan Jones fez uma retrospectiva sobre o certame de 1980 onde prevaleceu a sinceridade. Eximindo-se de culpa pelo Grande Prêmio do Canadá, o piloto da Williams não alimentou maiores controvérsias sobre o tema, de imediato reconheceu Nelson Piquet como um "ótimo piloto" e o apontou como campeão mundial de 1981, embora vá esforçar-se para impedir tal conquista pelo brasileiro. Antes da entrevista, a Autosprint divulgou que Alan Jones teria pedido USS̩ 800 mil anuais (Cr$ 48 milhões em valores da época) para assinar com a Alfa Romeo visando a temporada seguinte, mas o piloto decidiu tratar a respeito do futuro somente ao final do ano. "Eu não dirijo um carro que não seja seguro. Quero que ele seja competitivo e eficiente, mas que também dê uma boa segurança ao piloto", enfatizou ele indicando não ser o dinheiro a única variável nessa equação.
A rigor, o clima entre Alan Jones e Nelson Piquet não era beligerante. Numa entrevista em São Paulo após o fim do campeonato, o brasileiro disse que sua rivalidade com Jones restringia-se às pistas, não havendo ojeriza entre eles, tanto que, embora frisasse a fechada de Alan Jones em Montreal, atribuiu o desfecho do certame às circunstâncias inatas do automobilismoː "Eu saí certo e fui pressionado por Jones. Depois procurei desenvolver o máximo. Livrei 12 segundos, mas o motor fundiu. Foi mais falta de sorte, mas isso acontece a qualquer piloto".

### Bruno Giacomelli faz história
Quando a teoria indicava um novo embate de Alan Jones contra Nelson Piquet eis que o italiano Bruno Giacomelli surpreende e confirma o bom desempenho de sexta-feira conquistando não apenas a única pole position de sua carreira, mas a primeira da Alfa Romeo desde Juan Manuel Fangio no longínquo Grande Prêmio da Itália de 1951 num intervalo recorde de 29 anos e 19 dias. Dividindo a primeira fila com a Brabham de Nelson Piquet, o jactancioso Giacomelli ponteava um grid onde a Williams de Alan Jones ficou na quinta posição e o outro piloto da Alfa Romeo, Andrea de Cesaris, não foi além do décimo lugar, uma posição adiante da Lotus de Mario Andretti, o herói local. Vencedor no ano passado, Gilles Villeneuve estacionou sua Ferrari apenas em décimo oitavo.

### Vitória eloquente de Alan Jones
No domingo, Bruno Giacomelli manteve sua posição no momento da largada e o mesmo aconteceu com Nelson Piquet e Carlos Reutemann, entretanto o brasileiro teve um pouco mais de trabalho ao ser ultrapassado por Alan Jones no lado interno da pista, mas foi uma manobra efêmera e Piquet reassumiu sua posição original já na curva seguinte enquanto Jones rodou pouco depois e caiu para décimo segundo fazendo com que Didier Pironi, Elio de Angelis e Hector Rebaque formassem a nata da competição nas primeiras voltas da corrida, mas o mexicano da Brabham foi superado pela McLaren de John Watson no nono giro, entretanto o que mais chamou a atenção do público foi a ascensão de Alan Jones ao sexto lugar ao desbancar Watson na volta onze.
A dinâmica da corrida mostrava Bruno Giacomelli em primeiro expandindo sua vantagem sobre Nelson Piquet, mas este estava ao alcance de Carlos Reutemann e tamanha foi a pressão do argentino da Williams que o brasileiro derrapou na vigésima quinta volta devido a baixa aderênciade seu carro, saiu da pista e foi de encontro às grades de proteção, entregando a vice-liderança a Reutemann enquanto Pironi estava em terceiro. Fora de combate, ele explicou o ocorridoː "Giacomelli ia se adiantando cada vez mais e eu forçava para tentar diminuir a diferença sem conseguir". Competidor indômito, Piquet admitiu dificuldades para segurar a Williams de Reutemann por tanto tempo e cogitou regressar ao asfalto empurrando sua Brabham antes de desistir ao perceber que a suspensão do carro não estava em boas condições.
Um ciclo de tédio e previsibilidade poderia determinar o final da contenda, mas não foi esse o casoː acelerando ao máximo, Alan Jones driblou Pironi e subiu para terceiro na vigésima oitava volta. Pouco tempo depois a Williams viu seus pilotos inverterem sua posições e nisso Jones assumiu a liderança na volta trinta e um quando o excelente desempenho de Bruno Giacomelli chegou ao fim por uma falha elétrica na Alfa Romeo e assim a prova dos Estados Unidos ganhou um novo líder. A partir de então a corrida tornou-se apática e somente quatro pilotos terminaram na mesma volta. Alan Jones venceu seguido por Carlos Reutemann em mais uma dobradinha da Williams com Didier Pironi em terceiro via Ligier repetindo o mesmo pódio do Canadá na semana anterior. Em quarto lugar cruzou Elio de Angelis em sua Lotus, Jacques Laffite em quinto pela equipe de Guy Ligier e por fim Mario Andretti em sexto lugar marcando seu único ponto na temporada em sua derradeira corrida para a Lotus, alentando as 100 mil pessoas presentes no circuito. Ressalte-se o nono lugar de Rupert Keegan pela RAM Racing, time usuário de chassis da Williams em 1980 e mais uma vez fora da categoria para o ano subsequente.
Esta foi a última corrida de Jody Scheckter, que finalizou em décimo primeiro. Campeão mundial de 1979, o sul-africano encerrou a carreira após um ano terrível com sua Ferrari 312T. Também deixou a Fórmula 1 neste dia o brasileiro Emerson Fittipaldi, justamente na mesma pista onde conquistou sua primeira vitória em 1970 e onde sagrou-se bicampeão mundial em 1974. Aliás foi a última prova de Fórmula 1 realizada em Watkins Glen.

### Rede Bandeirantes
Esta foi a última transmissão de Fórmula 1 realizada pela Rede Bandeirantes visto que a Rede Globo readquiriu os direitos comerciais sobre a categoria a partir de 1981 e os manteve consigo até a Liberty Media assinar com o Grupo Bandeirantes de Comunicação, motivo pelo qual a emissora do Morumbi transmitiu a categoria entre 2021 a 2024.

## Classificação da prova

### Treino oficial
| Pos.    | Nº | Piloto                | Construtor      | Tempo    | Dif.       |
| ------- | -- | --------------------- | --------------- | -------- | ---------- |
| 1       | 23 | Bruno Giacomelli      | Alfa Romeo      | 1:33.291 | —          |
| 2       | 5  | Nelson Piquet         | Brabham-Ford    | 1:34.080 | + 0.789    |
| 3       | 28 | Carlos Reutemann      | Williams-Ford   | 1:34.111 | + 0.820    |
| 4       | 12 | Elio de Angelis       | Lotus-Ford      | 1:34.185 | + 0.894    |
| 5       | 27 | Alan Jones            | Williams-Ford   | 1:34.216 | + 0.925    |
| 6       | 16 | René Arnoux           | Renault         | 1:34.839 | + 1.548    |
| 7       | 26 | Didier Pironi         | Ligier-Ford     | 1:34.971 | + 1.680    |
| 8       | 6  | Hector Rebaque        | Brabham-Ford    | 1:35.166 | + 1.875    |
| 9       | 7  | John Watson           | McLaren-Ford    | 1:35.202 | + 1.921    |
| 10      | 22 | Andrea de Cesaris     | Alfa Romeo      | 1:35.235 | + 1.954    |
| 11      | 11 | Mario Andretti        | Lotus-Ford      | 1:35.343 | + 2.052    |
| 12      | 25 | Jacques Laffite       | Ligier-Ford     | 1:35.421 | + 2.130    |
| 13      | 8  | Alain Prost           | McLaren-Ford    | 1:35.988 | + 2.697    |
| 14      | 21 | Keke Rosberg          | Fittipaldi-Ford | 1:36.332 | + 3.041    |
| 15      | 50 | Rupert Keegan         | Williams-Ford   | 1:36.750 | + 3.459    |
| 16      | 31 | Eddie Cheever         | Osella-Ford     | 1:36.908 | + 3.607    |
| 17      | 9  | Marc Surer            | ATS-Ford        | 1:37.001 | + 3.710    |
| 18      | 2  | Gilles Villeneuve     | Ferrari         | 1:37.040 | + 3.749    |
| 19      | 20 | Emerson Fittipaldi    | Fittipaldi-Ford | 1:37.088 | + 3.797    |
| 20      | 29 | Riccardo Patrese      | Arrows-Ford     | 1:37.405 | + 4.114    |
| 21      | 4  | Derek Daly            | Tyrrell-Ford    | 1:37.923 | + 4.632    |
| 22      | 3  | Jean-Pierre Jarier    | Tyrrell-Ford    | 1:37.966 | + 4.675    |
| 23      | 1  | Jody Scheckter        | Ferrari         | 1:38.149 | + 4.858    |
| 24      | 30 | Jochen Mass           | Arrows-Ford     | 1:38.526 | + 5.535    |
| 25      | 14 | Jan Lammers           | Ensign-Ford     | 1:38.532 | + 5.541    |
| DNQ     | 43 | Mike Thackwell        | Tyrrell-Ford    | 1:51.102 | +17.811    |
| DNQ     | 51 | Geoff Lees            | Williams-Ford   | —        | —          |
| DNA     | 60 | Nigel Mansell         | Lotus-Ford      | —        | [ nota 1 ] |
| DNA     | 15 | Jean-Pierre Jabouille | Renault         | —        | [ nota 2 ] |
| Fontes: |    |                       |                 |          |            |

### Corrida
| Pos     | Nº | Piloto             | Construtor      | Voltas | Tempo/Diferença  | Grid | Pontos |
| ------- | -- | ------------------ | --------------- | ------ | ---------------- | ---- | ------ |
| 1       | 27 | Alan Jones         | Williams-Ford   | 59     | 1:34:36.05       | 5    | 9      |
| 2       | 28 | Carlos Reutemann   | Williams-Ford   | 59     | + 4.21           | 3    | 6      |
| 3       | 25 | Didier Pironi      | Ligier-Ford     | 59     | + 12.57          | 7    | 4      |
| 4       | 12 | Elio de Angelis    | Lotus-Ford      | 59     | + 29.69          | 4    | 3      |
| 5       | 26 | Jacques Laffite    | Ligier-Ford     | 58     | + 1 volta        | 12   | 2      |
| 6       | 11 | Mario Andretti     | Lotus-Ford      | 58     | + 1 volta        | 11   | 1      |
| 7       | 16 | René Arnoux        | Renault         | 58     | + 1 volta        | 6    |        |
| 8       | 9  | Marc Surer         | ATS-Ford        | 57     | + 2 voltas       | 17   |        |
| 9       | 50 | Rupert Keegan      | Williams-Ford   | 57     | + 2 voltas       | 15   |        |
| 10      | 21 | Keke Rosberg       | Fittipaldi-Ford | 57     | + 2 voltas       | 14   |        |
| 11      | 1  | Jody Scheckter     | Ferrari         | 56     | + 3 voltas       | 23   |        |
| NC      | 7  | John Watson        | McLaren-Ford    | 50     | + 9 voltas       | 9    |        |
| Ret     | 2  | Gilles Villeneuve  | Ferrari         | 49     | Acidente         | 18   |        |
| NC      | 3  | Jean-Pierre Jarier | Tyrrell-Ford    | 40     | +19 voltas       | 22   |        |
| Ret     | 30 | Jochen Mass        | Arrows-Ford     | 36     | Transmissão      | 24   |        |
| Ret     | 23 | Bruno Giacomelli   | Alfa Romeo      | 31     | Pane elétrica    | 1    |        |
| Ret     | 5  | Nelson Piquet      | Brabham-Ford    | 25     | Acidente         | 2    |        |
| Ret     | 6  | Hector Rebaque     | Brabham-Ford    | 20     | Motor            | 8    |        |
| Ret     | 31 | Eddie Cheever      | Osella-Ford     | 20     | Suspensão        | 16   |        |
| Ret     | 29 | Riccardo Patrese   | Arrows-Ford     | 16     | Acidente         | 20   |        |
| Ret     | 14 | Jan Lammers        | Ensign-Ford     | 16     | Estabilidade     | 25   |        |
| Ret     | 20 | Emerson Fittipaldi | Fittipaldi-Ford | 15     | Suspensão        | 19   |        |
| Ret     | 4  | Derek Daly         | Tyrrell-Ford    | 3      | Acidente         | 21   |        |
| Ret     | 22 | Andrea de Cesaris  | Alfa Romeo      | 2      | Acidente         | 10   |        |
| DNS     | 8  | Alain Prost        | McLaren-Ford    |        | Piloto lesionado | 13   |        |
| DNQ     | 43 | Mike Thackwell     | Tyrrell-Ford    |        |                  |      |        |
| DNQ     | 51 | Geoff Lees         | Williams-Ford   |        |                  |      |        |
| Fontes: |    |                    |                 |        |                  |      |        |

## Tabela do campeonato após a corrida
| Pos.    | Piloto           | Pontos |
| ------- | ---------------- | ------ |
| 1       | Alan Jones       | 67     |
| 2       | Nelson Piquet    | 54     |
| 3       | Carlos Reutemann | 42     |
| 4       | Jacques Laffite  | 34     |
| 5       | Didier Pironi    | 32     |
| Fontes: |                  |        |

| Pos.    | Equipe        | Pontos |
| ------- | ------------- | ------ |
| 1       | Williams-Ford | 120    |
| 2       | Ligier-Ford   | 66     |
| 3       | Brabham-Ford  | 55     |
| 4       | Renault       | 38     |
| 5       | Lotus-Ford    | 14     |
| Fontes: |               |        |

- Nota: Somente as primeiras cinco posições estão listadas e os campeões da temporada surgem grafados em negrito. As quatorze etapas de 1980 foram divididas em dois blocos de sete e neles cada piloto podia computar cinco resultados válidos não havendo descartes no mundial de construtores.